# Ушкальська сільська рада
У́шкальська сільська́ ра́да — адміністративно-територіальна одиниця та орган місцевого самоврядування в Верхньорогачицькому районі Херсонської області. Адміністративний центр — село Ушкалка.

## Загальні відомості
- Територія ради: 189,47 км²
- Населення ради: 1 586 осіб (станом на 2001 рік)
- Водоймища на території, підпорядкованій даній раді: Каховське водосховище

## Населені пункти
Сільській раді підпорядковані населені пункти:
- с. Ушкалка
- с. Бабине
- с. Нижній Рогачик

## Склад ради
Рада складається з 16 депутатів та голови.
- Голова ради: Журба Наталія Миколаївна
- Секретар ради: Компанієць Наталя Олексіївна

### Керівний склад попередніх скликань
| Прізвище, ім'я, по батькові   | Основні відомості                                                                     | Дата обрання | Дата звільнення |
| ----------------------------- | ------------------------------------------------------------------------------------- | ------------ | --------------- |
| Гостєв Валерій Павлович       | Сільський голова, 1945 року народження, член Партії регіонів                          | 22.08.2006   | 02.02.2009      |
| Печений Віталій Миколайович   | Сільський голова, 1976 року народження, член Партії регіонів                          | 02.08.2009   | 31.10.2010      |
| Печений Віталій Володимирович | Сільський голова, 1976 року народження, освіта вища, член Партії регіонів             | 31.10.2010   | 19.07.2012      |
| Журба Наталія Миколаївна      | Сільський голова, 1976 року народження, освіта незакінчена вища, член Партії регіонів | 16.12.2012   |                 |

Примітка: таблиця складена за даними сайту Верховної Ради України

### Депутати
За результатами місцевих виборів 2010 року депутатами ради стали:

#### За суб'єктами висування
| Суб'єкт висування                                       | Кількість обраних депутатів | %    |
| ------------------------------------------------------- | --------------------------- | ---- |
| Партія регіонів                                         | 10                          | 62,5 |
| Політична партія Всеукраїнське об'єднання «Батьківщина» | 3                           | 18,8 |
| Самовисування                                           | 2                           | 12,5 |
| Комуністична партія України                             | 1                           | 6,3  |

#### За округами
| № округу                                                | Прізвище, ім'я, по батькові       | Дата визнання обраним | Освіта             | Партійна приналежність                        | Відомості про обраного депутата                                 |
| ------------------------------------------------------- | --------------------------------- | --------------------- | ------------------ | --------------------------------------------- | --------------------------------------------------------------- |
| Комуністична партія України                             |                                   |                       |                    |                                               |                                                                 |
| 14                                                      | Таран Олександр Миколайович       | 01.11.2010            | середня спеціальна | член Комуністичної партії України             | тимчасово не працює                                             |
| Партія регіонів                                         |                                   |                       |                    |                                               |                                                                 |
| 1                                                       | Компанієць Наталя Олексіївна      | 01.11.2010            | середня спеціальна | член Партії регіонів                          | Ушкальська сільська рада, секретар                              |
| 2                                                       | Мала Анна Єгорівна                | 01.11.2010            | середня спеціальна | член Партії регіонів                          | Ушкальська амбулаторія, медична сестра                          |
| 6                                                       | Субота Віра Григорівна            | 01.11.2010            | середня спеціальна | член Партії регіонів                          | Ушкальська загальноосвітня школа I-III ст., технічний працівник |
| 7                                                       | Парасюк Любов Анатоліївна         | 01.11.2010            | середня спеціальна | член Партії регіонів                          | Ушкальська амбулаторія, медична сестра                          |
| 8                                                       | Лагода Ірина Миколаївна           | 01.11.2010            | вища               | член Партії регіонів                          | Ушкальський геріатричний пансіонат, бухгалтер                   |
| 10                                                      | Кучинський Анатолій Олександрович | 01.11.2010            | вища               | член Партії регіонів                          | Ушкальська сільська рада, землевпорядник III категорії          |
| 11                                                      | Сушко Сергій Вікторович           | 01.11.2010            | середня            | член Партії регіонів                          | тимчасово не працює                                             |
| 12                                                      | Білицька Ніна Олександрівна       | 01.11.2010            | середня спеціальна | член Партії регіонів                          | Бабинський фельдшерський пункт, фельдшер                        |
| 15                                                      | Таран Микола Федорович            | 01.11.2010            | середня            | член Партії регіонів                          | пенсіонер                                                       |
| 16                                                      | Зеленський Вадим Анатолійович     | 01.11.2010            | середня            | член Партії регіонів                          | ООО «Агроінвест», робочий                                       |
| Політична партія Всеукраїнське об'єднання «Батьківщина» |                                   |                       |                    |                                               |                                                                 |
| 3                                                       | Гончаренко Людмила Василівна      | 01.11.2010            | середня спеціальна | член Всеукраїнського об'єднання «Батьківщина» | тимчасово не працює                                             |
| 4                                                       | Гулак Наталя Миколаївна           | 01.11.2010            | середня спеціальна | член Всеукраїнського об'єднання «Батьківщина» | Ушкальський СТОВ «Дніпро», бухгалтер                            |
| 5                                                       | Тіховський Віталій Іванович       | 01.11.2010            | середня            | член Всеукраїнського об'єднання «Батьківщина» | Магазин, приватний підприємець                                  |
| Самовисування                                           |                                   |                       |                    |                                               |                                                                 |
| 9                                                       | Таран Надія Василівна             | 01.11.2010            | середня спеціальна | член Партії регіонів                          | тимчасово не працює                                             |
| 13                                                      | Доломан Любов Федорівна           | 01.11.2010            | вища               | позапартійна                                  | пенсіонер                                                       |

## Населення
Згідно з переписом УРСР 1989 року чисельність наявного населення сільської ради становила 1883 особи, з яких 854 чоловіки та 1029 жінок.
За переписом населення України 2001 року в сільській раді мешкало 1585 осіб.

### Мова
Розподіл населення за рідною мовою за даними перепису 2001 року:
| Мова       | Відсоток |
| ---------- | -------- |
| українська | 92,43 %  |
| російська  | 7,38 %   |
| білоруська | 0,13 %   |
| вірменська | 0,06 %   |